# Unilever House
Unilever House est un immeuble de bureaux classé Grade II dans le style néoclassique Art Déco, situé sur New Bridge Street, Victoria Embankment à Blackfriars, à Londres. Le bâtiment a une grande façade incurvée qui surplombe le pont Blackfriars sur la rive nord de la Tamise . 

## Description
Le site d'Unilever House était auparavant occupé par Bridewell Palace, une résidence d'Henry VIII, qui devint plus tard une maison pauvre et une prison. Ces bâtiments ont été détruits en 1864, laissant la place à l'hôtel Royal De Keyser ,. En 1920, Lord Leverhulme loua le site pour construire le siège londonien de sa société de fabrication de savon Lever Brothers, devenue Unilever en 1930. La construction n'a commencé qu'en 1929.

## Conception et construction
La conception était une collaboration entre James Lomax-Simpson, l'architecte de la société Unilever, et John James Burnet et Thomas S. Tait, associés de la firme Sir John Burnet and Partners. Cependant, il y a eu beaucoup de confusion sur les contributions relatives de ces architectes. Une note de Simpson revendiquait un crédit exclusif, suggérant que Burnet et Tait se contentaient d'approuver le design final; mais Burnet et Tait ont exposé la conception comme un travail conjoint avec Simpson à la Royal Academy ; et les dessins conservés aux London Metropolitan Archives sont signés par Burnet et Tait seuls  . Burnet était sur le point de prendre sa retraite en raison d'une mauvaise santé; Tait était l'un des principaux promoteurs de l'architecture moderne, dont peu est évident dans la conception finale , . La conclusion de Clive Aslet est que Lomax-Simpson était responsable du concept global (un premier dessin de lui daté d'octobre 1929 représente la façade à peu près telle que construite); tandis que Burnet et Tait ont été invités à s'impliquer en raison du prestige du nom de leur cabinet, mais n'ont fourni que des détails . 
Le principal entrepreneur pour la construction était Holland, Hannen &amp; Cubitts . 

## Architecture
L'aspect le plus frappant du bâtiment est son énorme façade courbe le long du quai Victoria, avec ses colonnes géantes ioniques entre les quatrième et sixième étages. Le rez-de-chaussée fortement rustiqué est sans fenêtre pour réduire le bruit de la circulation à l'intérieur du bâtiment. Les coins sont marqués par des entrées surmontées de larges plinthes sur lesquelles sont placées des sculptures de figures humaines retenant des chevaux (appelées Énergie Contrôlée ) par Sir William Reid Dick. Les figures de sirènes sont de Gilbert Ledward. Les ascenseurs d'origine étaient garnis de panneaux en étain art déco conçus par Eric Gill. 

## Rénovation
Une rénovation de 1977–83 a vu l'ajout de figures de parapet par Nicholas Munro et un nouveau hall d'entrée nord dans un style néo Art déco, par Theo Crosby de Pentagram . Le bâtiment a été agrandi le long de la rue Tudor . 
En 2004, la firme Kohn Pedersen Fox Associates a commencé des travaux de rénovation en consultation avec English Heritage et la City de Londres pour apporter des modifications à l'espace de travail intérieur. Dans le cadre des rénovations, les raccords d'origine ont été conservés ou réutilisés, comme le parquet ou les panneaux de cabine de levage en étain d'Eric Gill, mais les ajouts distinctifs et historiquement importants de Crosby ont été supprimés  . Un jardin sur le toit a été créé au sommet du bâtiment . 

## Galerie

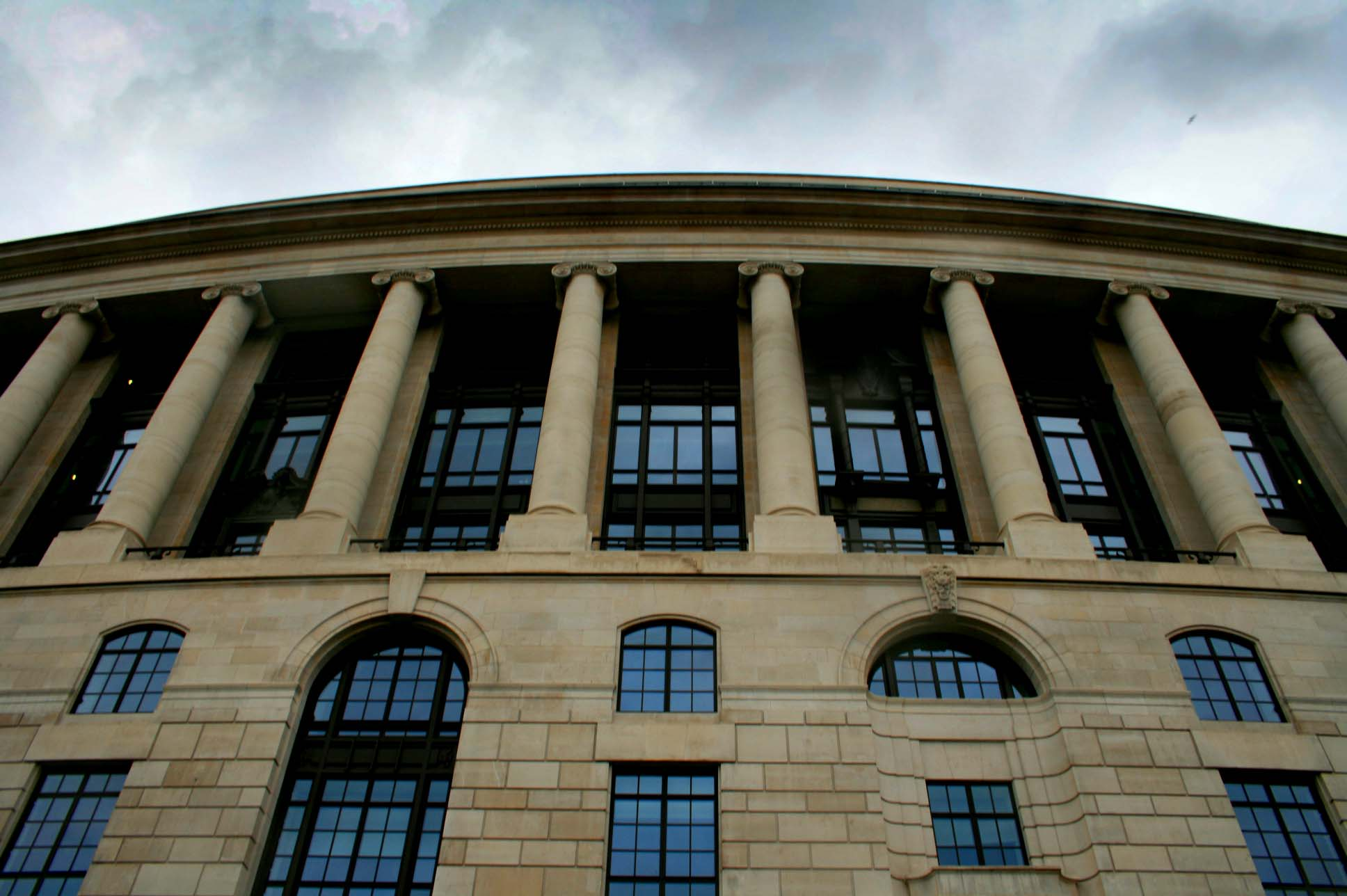
Le front néoclassique incurvé
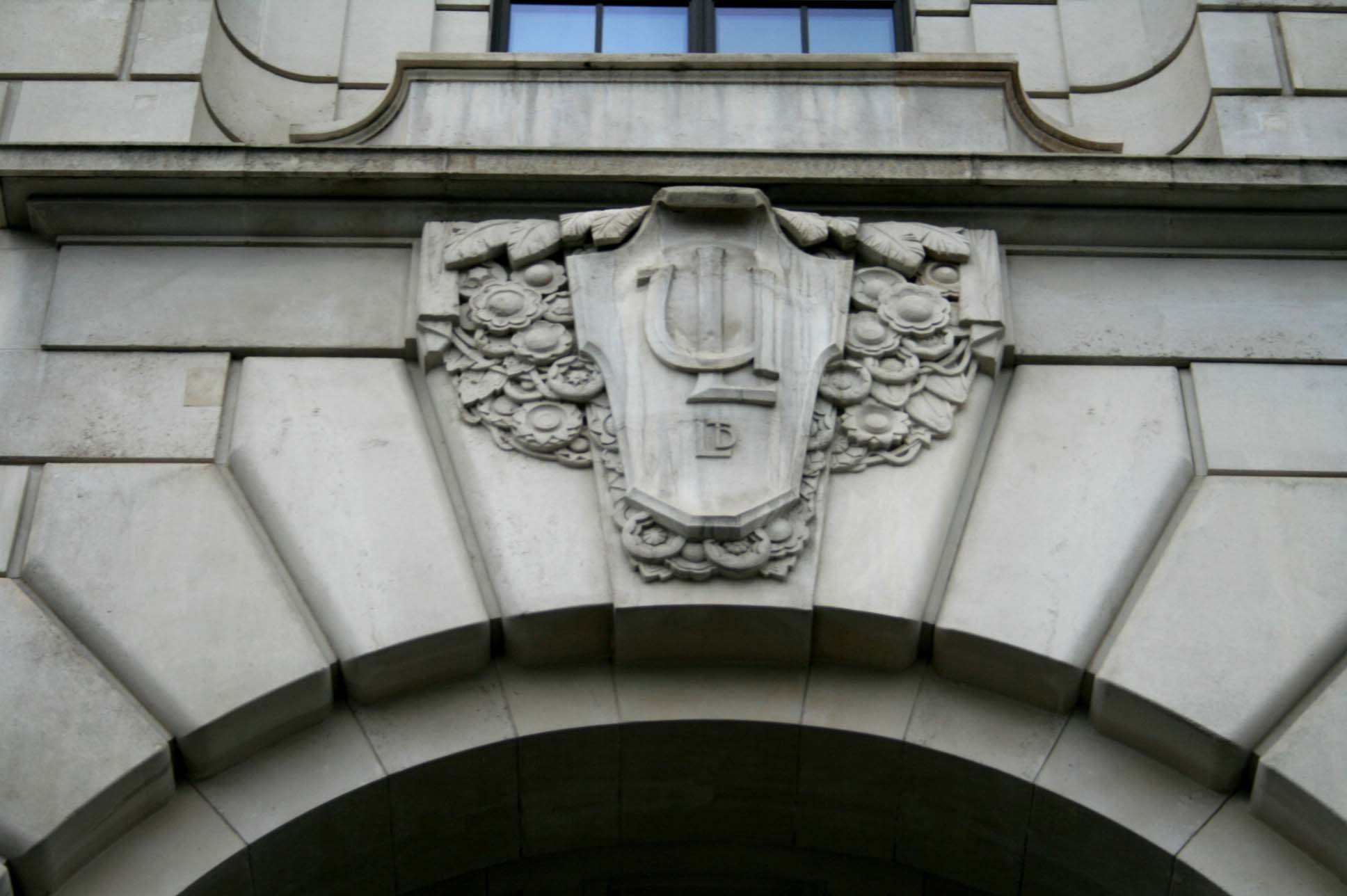
Monogramme Unilever
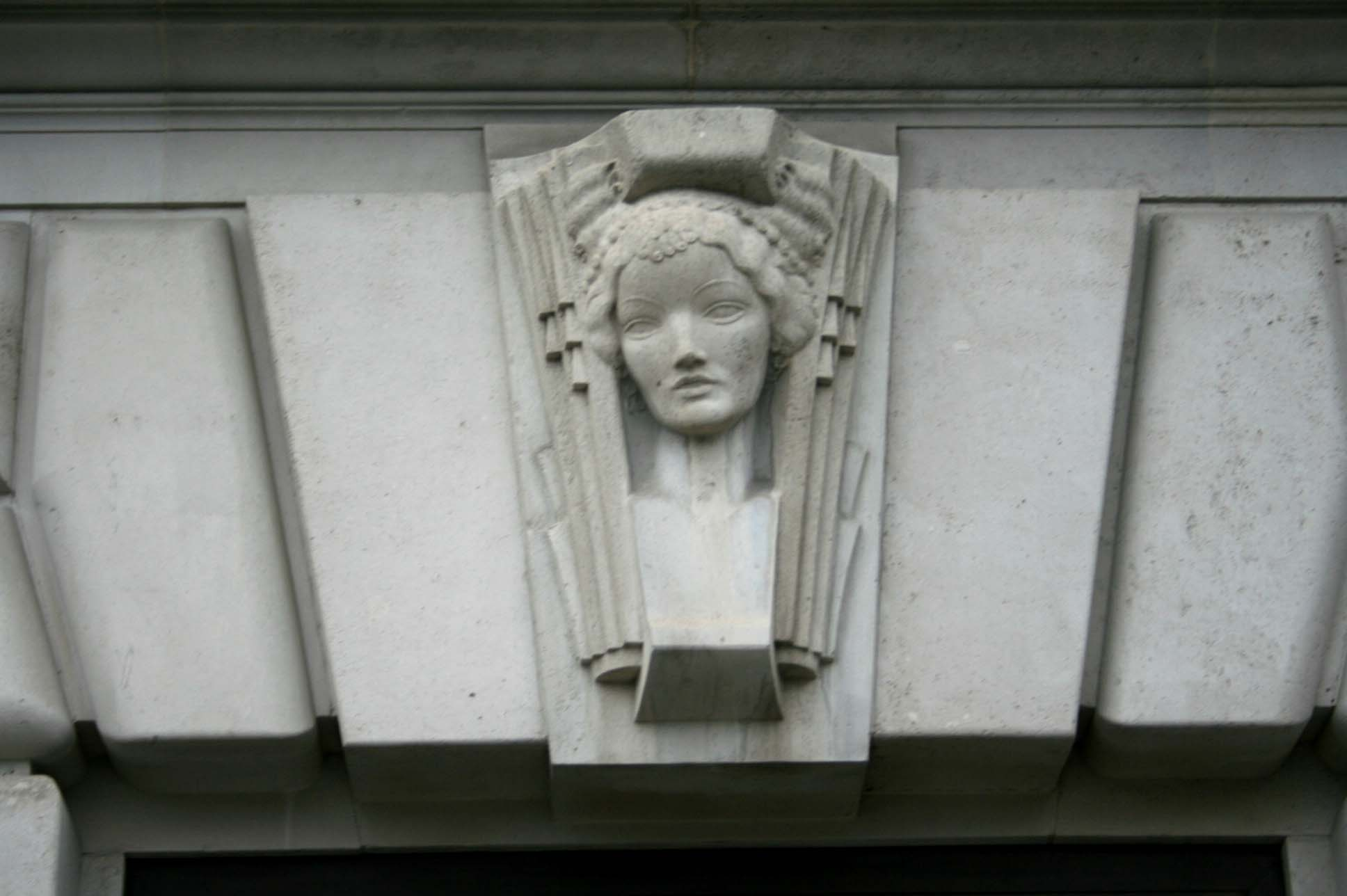
Détails décoratifs
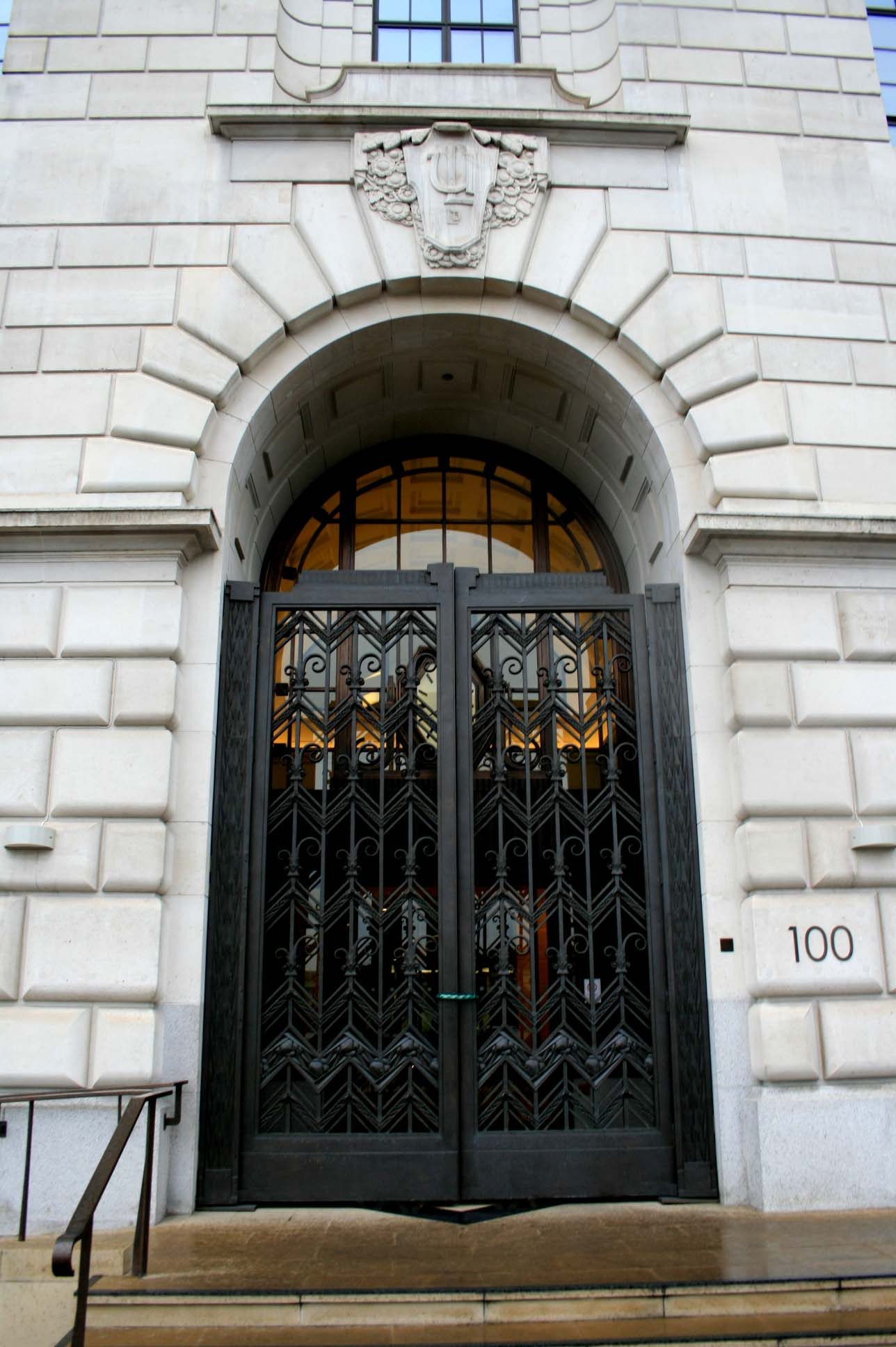
La porte d'entrée
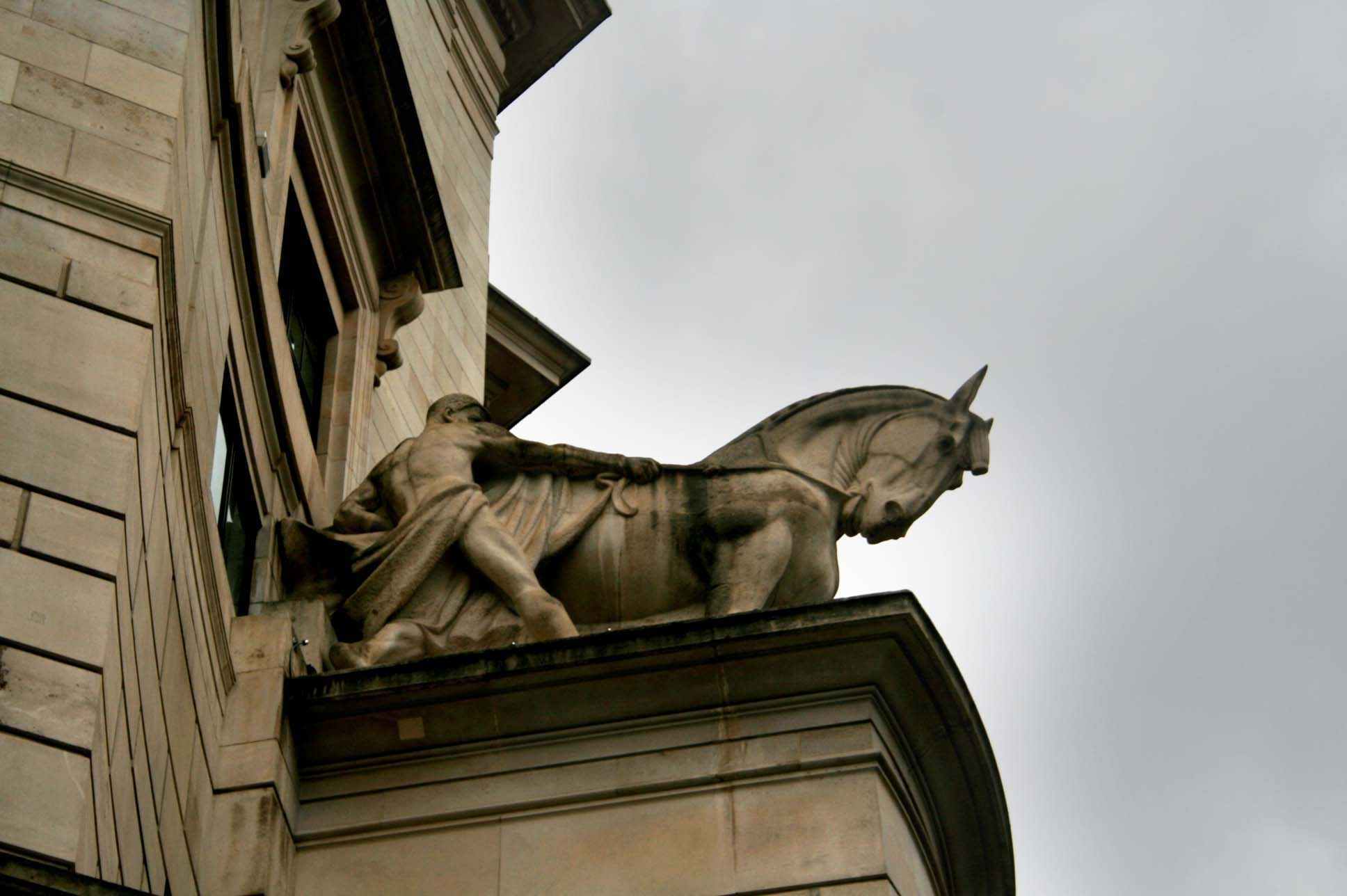
"Énergie contrôlée": l'homme et le cheval par Sir William Reid Dick
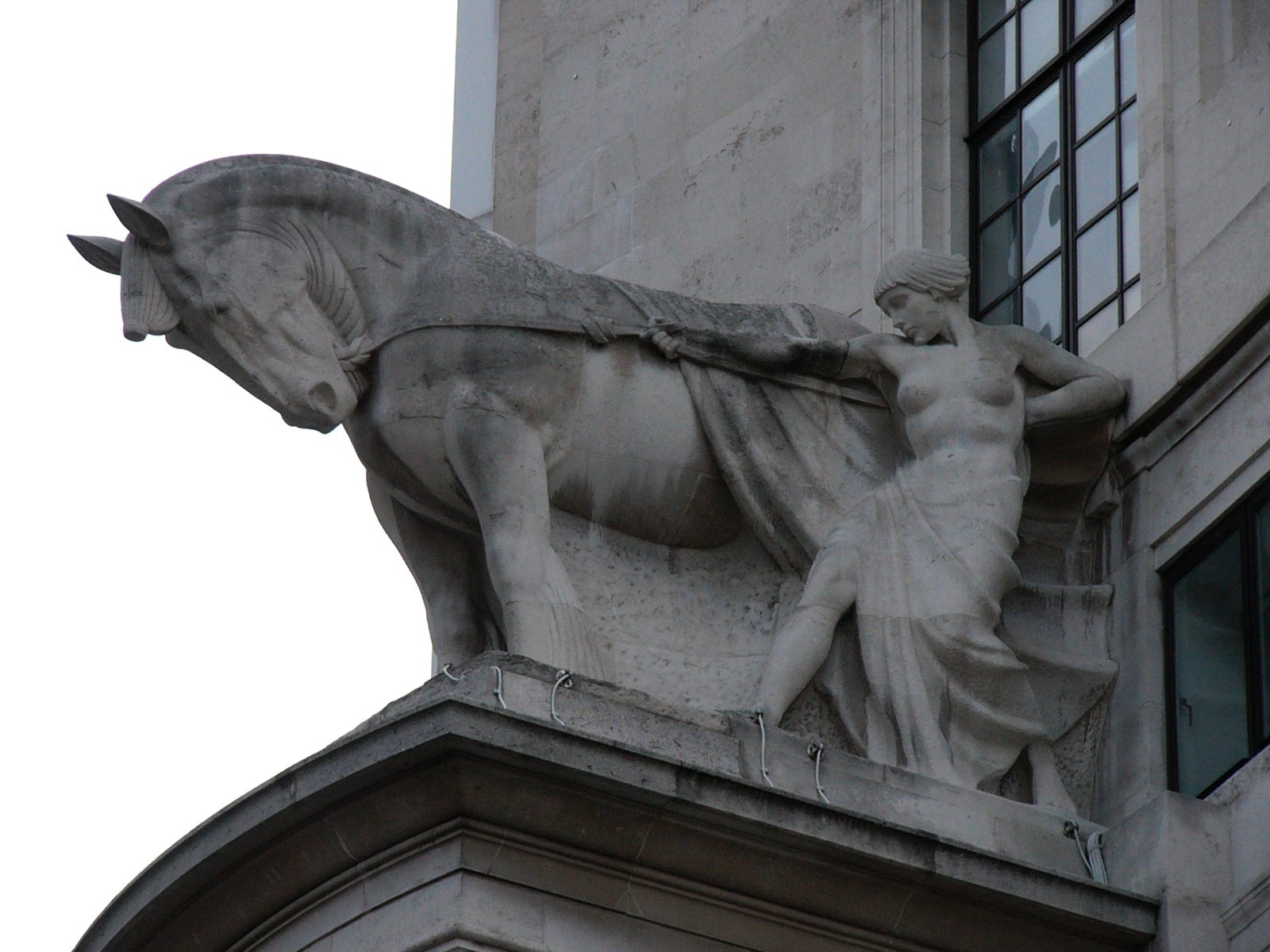
"Énergie contrôlée": femme et cheval par Sir William Reid Dick
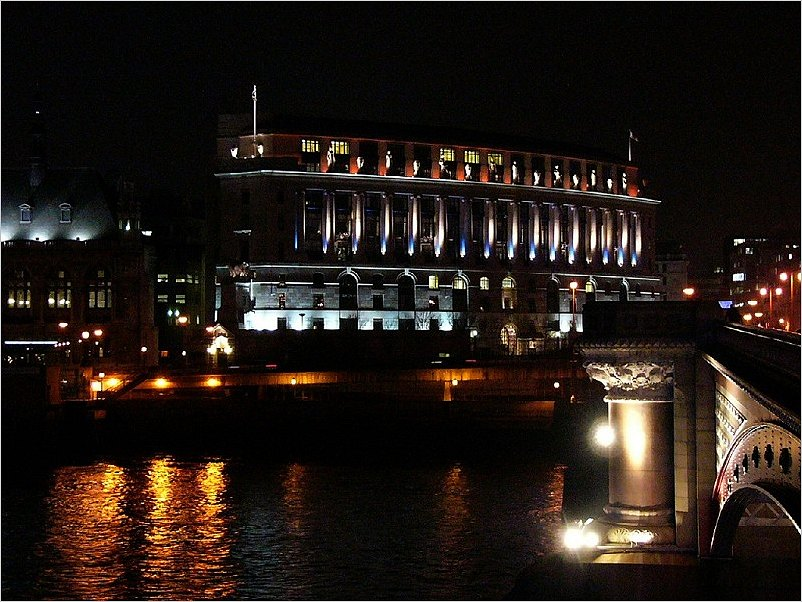
Unilever House et Blackfriars Bridge la nuit
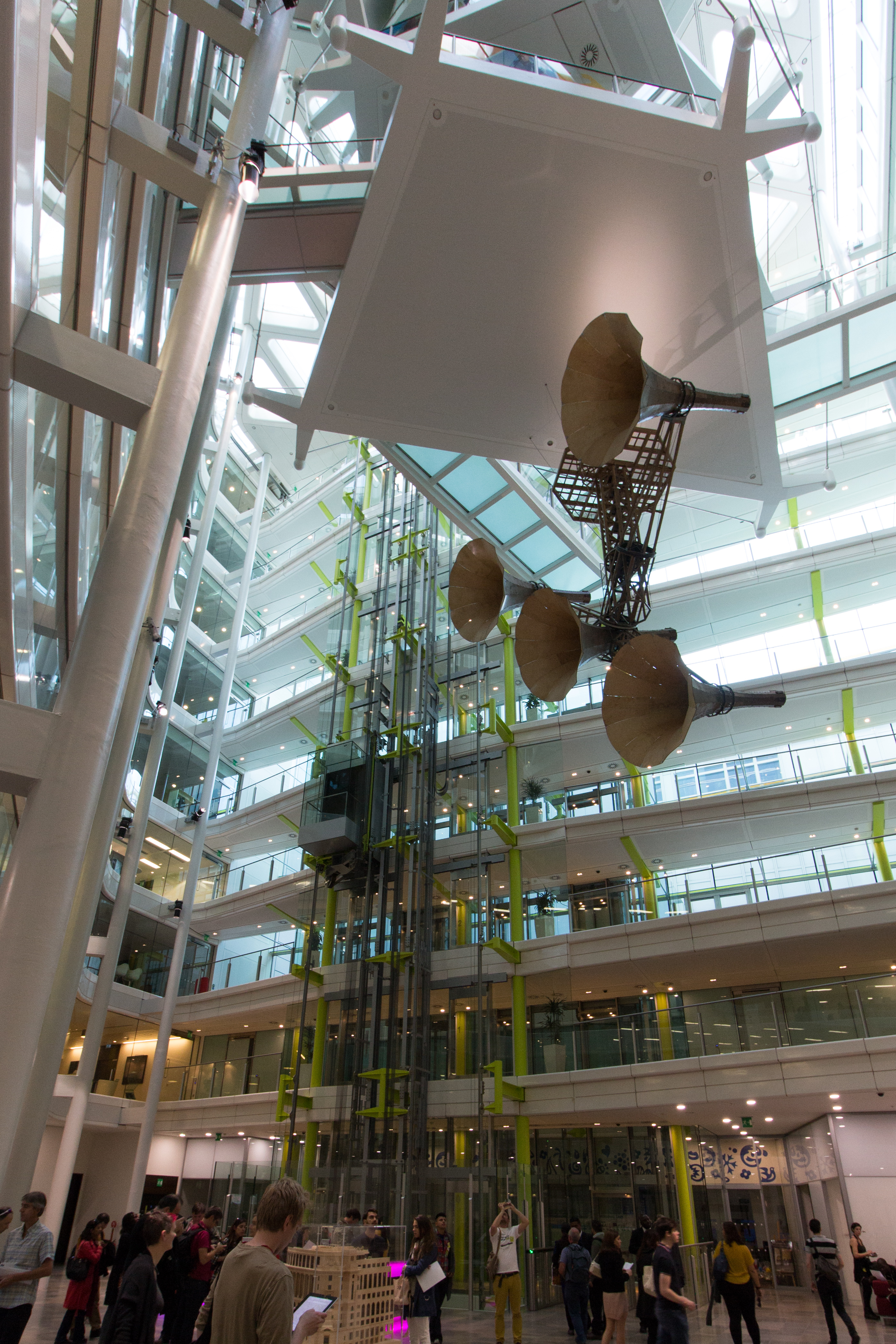
Intérieur de la maison Unilever. La sculpture est "The Space Trumpet" de Conrad Shawcross